# John Woo
John Woo, de son vrai nom Wu Yu-seng (en chinois : 吴宇森 ; pinyin : Wú Yǔsēn, prononcé : /ǔ ỳsə́n/) en mandarin, ou Ng Yu-sum (en cantonais Jyutping : Ng4 Jyu5-sam1, prononcé : /ŋ̍˩ jy˩˧sɐm˥/) en cantonais, né le 22 septembre 1946 à Canton, en Chine, est un réalisateur, producteur et scénariste chinois.
Dirigeant de la maison de production Lion Rock Productions, il est considéré comme ayant beaucoup influencé le cinéma d'action et est connu pour ses séquences d'action chaotiques, ses « impasses mexicaines », son usage fréquent du ralenti et comme étant le représentant officiel du genre heroic bloodshed.
Il a réalisé plusieurs importants films d'action hongkongais, tels que Le Syndicat du crime (1986), The Killer (1989), Une balle dans la tête (1990), À toute épreuve (1992), et Les Trois Royaumes (2008/2009).
Durant sa période hollywoodienne, il réalise Chasse à l'homme (1993), Broken Arrow (1996), Volte-face (1997) et Mission impossible 2 (2000). Il est également le créateur de la série de bandes dessinées Seven Brothers (en), publiée par Virgin Comics (en).

## Biographie

### Jeunesse & débuts
Wu Yu-seng (吴宇森) nait le 22 septembre 1946 à Canton, en Chine. En 1951, sa famille, abandonnant tous ses biens, s'installe à Hong Kong. À 9 ans, alors que ses parents sont dans la misère, John entame une scolarité grâce aux subsides de familles catholiques américaines. Très vite, il découvre le cinéma et commence, alors qu'il intègre le Matteo Ricci College, à réaliser des films expérimentaux en 8 mm : Accidentally, Fast Knot, The Cruel One.

### Carrière
Âgé de 23 ans, John Woo devient assistant de production aux studios Cathay (en). Deux ans plus tard, en 1971, il rejoint la plus importante compagnie de production de Hong Kong, la Shaw Brothers, et devient l'assistant personnel de l'un des grands réalisateurs de cinéma d'action, Chang Cheh. Deux ans après, il réalise Les Jeunes Dragons, son premier long métrage. Impressionné par le film, les dirigeants de la Golden Harvest lui offrent la chance de signer un contrat. Suivent alors plusieurs films d'arts martiaux, dont Shing, le fantastique Mandchou, avec Jackie Chan. La même année, il co-réalise la comédie Mr Boo détective privé avec Michael Hui même s'il n'est pas crédité au générique.
En 1983, il rejoint la Cinema City, dans laquelle Tsui Hark, le réalisateur de Il était une fois en Chine lui permet de tourner Le Syndicat du crime, son plus grand succès en Chine. Sous la pression des studios, John Woo en tourne rapidement une suite, avant de passer le relais à Tsui Hark pour le troisième et dernier opus. Mais c'est véritablement en 1989 que le talent du cinéaste éclate aux yeux du monde avec ce qui sera plus tard considéré, y compris par lui-même, comme son chef-d'œuvre, The Killer. Le film rencontre un vif succès dans les différents festivals étrangers où il est présenté et suscite même plus tard l'admiration de réalisateurs tels que Martin Scorsese ou Quentin Tarantino. Un an plus tard sort ce que beaucoup considèrent comme son chef-d'œuvre maudit, Une balle dans la tête, film très personnel pour Woo mais qui est un échec retentissant au box-office et est un gouffre financier pour les studios. Son dernier film hongkongais, À toute épreuve, est considéré comme un summum du film de gunfights. En apparence divertissant, le film présente une vision pour le moins noire et glaçante de Hong Kong à la veille de la rétrocession à la Chine. Il permet en outre à Woo de s'établir définitivement comme le maître du cinéma d'action et lui fournit la plus belle des cartes de visite auprès des studios hollywoodiens, qui l'embauchent un an plus tard. C'est grâce à cette série de films épiques que le réalisateur devient l'un des chefs de file d'un nouveau genre de cinéma d'action à portée métaphysique, le heroic bloodshed, mettant en scène des héros brisés par la vie, en quête d'une rédemption qu'ils ne trouvent que dans la violence.
Décidé depuis longtemps à s'expatrier vers les États-Unis, John Woo s'installe en 1992 à Los Angeles, et ne tarde pas à réaliser son premier film américain, Chasse à l'homme, avec en vedette Jean-Claude Van Damme. Mais c'est un coup dans l'eau dans la mesure où ses thèmes de prédilection et ses effets de mise en scène sont bridés par les studios. Deux ans plus tard, Broken Arrow, avec John Travolta, permet au réalisateur de renouer avec une certaine stylisation de la violence, mais c'est avec Volte-face, brillant face-à-face entre John Travolta et Nicolas Cage, qui s'échangent leurs visages, que le talent du réalisateur refait véritablement surface. Après trois ans de tractations, de préparation et de tournage, John Woo réalise alors avec Mission impossible 2, suite du film réalisé par Brian De Palma, lui-même inspiré de la célèbre série télévisée. Ses deux films suivants, Windtalkers : Les Messagers du vent, qui prend pour héros les Indiens Navajos chargés des transmissions au sein de l'armée américaine pendant la Seconde Guerre mondiale, et Paycheck, adaptation d'un roman de Philip K. Dick avec Ben Affleck, rencontrent tous deux un accueil mitigé et poussent le cinéaste à repartir en Chine. C'est là-bas qu'il renoue avec la gloire en 2008 avec une nouvelle adaptation littéraire, Les Trois Royaumes, film de tous les records puisqu'il devient à la fois le plus gros budget et le plus gros succès au box-office de l'histoire du cinéma chinois. Il co-réalise ensuite Le Règne des assassins avec Michelle Yeoh puis tourne The Crossing, un film en deux parties qui sortent en 2014 et 2015. Dotée d'une distribution asiatique prestigieuse, cette épopée de quatre heures raconte les histoires parallèles de plusieurs personnages finissant tous par se retrouver passagers sur le Taiping, un bateau à vapeur qui fait naufrage en 1949 alors qu'il navigue de Chine continentale jusqu'à Taïwan et qui est depuis surnommé le « Titanic chinois ». C'est cependant un échec au box-office et John Woo et son associé Terence Chang (en) sont obligés de dissoudre la Lion Rock Productions, leur société de production.
Il revient en 2017 avec Manhunt, une reprise d'un film japonais de 1976, dont le projet a été initié dans le but de rendre hommage à l'acteur Ken Takakura, mort en 2014, qu'il cite comme l'une de ses plus grandes influences : « Ken Takakura est l'un de mes acteurs favoris dans le monde. C'était mon idole et il a influencé beaucoup de mes films. L'image de Chow Yun-fat dans Le Syndicat du crime a été inspirée par l'image et le style de Takakura. Je voulais faire un film dédié à Ken Takakura ». Mais c'est un nouvel échec au box-office.
En 2022, il est de retour aux États-Unis pour le film d'action Silent Night avec Joel Kinnaman dans le rôle principal. Le film a la particularité de ne contenir aucun dialogue. Il sort fin 2023. Il enchaine en tournant notamment à Paris un remake de son propre film de 1989, The Killer, cette fois avec Omar Sy et Nathalie Emmanuel. Il sera diffusé sur Peacock et dans certains cinémas fin 2024.
En sus de sa carrière de réalisateur et de producteur, John Woo apparaît dans plusieurs de ses films, tenant par exemple le rôle principal de Rebel From China, mis en scène par Raymond Lee, film sorti en 1990 en Asie.

## Filmographie

### Réalisateur

#### Longs métrages

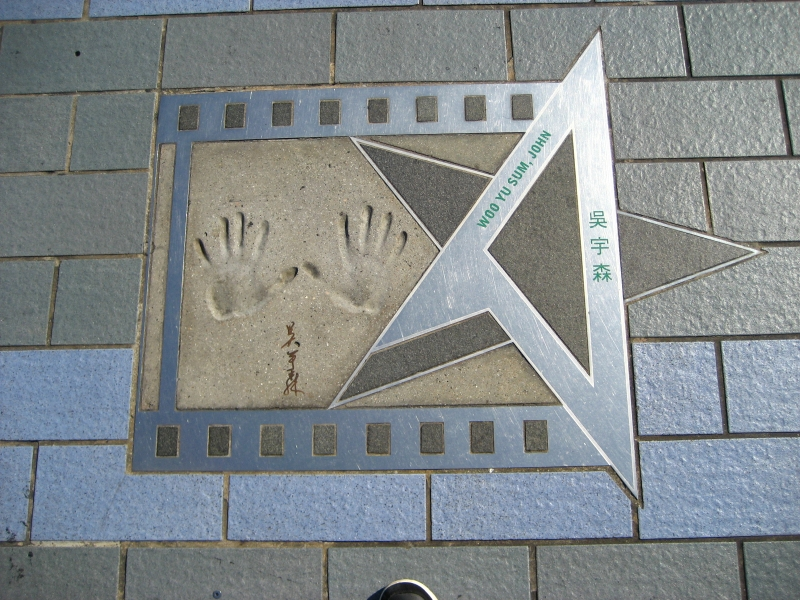
Empreintes sur l'avenue des stars à Hong Kong

- 1974 : Les Jeunes Dragons (The Young Dragons, 铁汉柔情, Tie han rou qing)
- 1974 : Le Maître de Taekwondo (The Dragon Tamers, 女子跆拳道群英会, Nu zi tai quan qun ying hui)
- 1975 : Princesse Chang Ping (Princess Chang Ping, 帝女花, Dinü hua)
- 1976 : Shing, le fantastique Mandchou (Hand of Death, 少林门, Shaolin Men)
- 1977 : Les As de la cambriole (Money Crazy, 发钱寒, Fa qian han)
- 1978 : Follow the Star (大煞星与小妹头, Da sha xing yu xiao mei tou)
- 1979 : La Dernière Chevalerie (Last Hurrah for Chivalry, 豪侠, Hao xia)
- 1979 : Millionnaires d'un jour (From Riches to Rags, 钱作怪, Qian zuo guai)
- 1980 : La Course à l'emploi (八彩林亚珍, Ba cai Lin Ya Zhen )
- 1981 : Rendez-vous avec le diable (To Hell with the Devil, 摩登天师, Mo deng tian shi)
- 1982 : Plain Jane to the Rescue (Plain Jane to the Rescue, 滑稽时代, Hua ji shi dai)
- 1984 : The Time You Need a Friend (笑匠, Xiao jiang )
- 1985 : Run Tiger Run (两只老虎, Liang zhi lao hu )
- 1986 : Les Larmes d'un héros (Heroes Shed No Tears, 英雄无泪, Ying xiong wei lei)
- 1986 : Le Syndicat du crime (A Better Tomorrow, 英雄本色, Ying huang boon sik)
- 1987 : Le Syndicat du crime 2 (A Better Tomorrow II, 英雄本色II, Yinghung bunsik II)
- 1989 : The Killer (喋血双雄, Dié xuè shuāng xióng)
- 1989 : Just Heroes (义胆群英, Yi dan qun ying)
- 1990 : Une balle dans la tête (Bullet in the Head, 喋血街头, Dié xuè jiē tóu)
- 1991 : Les Associés (Once a Thief, 纵横四海, Zòng héng sì hǎi)
- 1992 : À toute épreuve (Hard-Boiled, 辣手神探, Làshǒu shéntàn)
- 1993 : Chasse à l'homme (Hard Target)
- 1996 : Broken Arrow
- 1997 : Volte-face (Face/Off)
- 2000 : Mission impossible 2 (Mission: Impossible II)
- 2002 : Windtalkers : Les Messagers du vent (Windtalkers)
- 2003 : Paycheck
- 2008 : Les Trois Royaumes (赤壁, Chì bì)
- 2010 : Le Règne des assassins (Jianyu Jianghu) (réalisé avec Chao-Bin Su)
- 2014 : The Crossing (太平轮, Tàipíng lún)
- 2017 : Manhunt
- 2023 : Silent Night
- 2024 : The Killer

#### Courts métrages
- 1968 : The evil one (film perdu)
- 1968 : Dead Knot (死节, Sijie) (coréalisateur)
- 1968 : Accidentally (偶然, Ouran )
- 1978 : Hello, Late Homecomers (哈罗，夜归人, Ha luo, ye gui ren ) - premier segment
- 2005 : Les Enfants invisibles - segment Song Song and Little Cat (film commissionné par l'Unicef)

#### Téléfilms
- 1996 : Les Repentis
- 1998 : Blackjack
- 2004 : The Robinsons: Lost in Space

#### Publicités
- 1998 : Airport, pour Nike
- 2002 : The Hire: Hostage, pour BMW

### Producteur ou producteur délégué
- 1989 : Le Syndicat du crime 3 (Yinghung bunsik III 英雄本色III夕陽之歌) de Tsui Hark
- 1995 : Peace Hotel (Wo ping fan dim) de Wai Ka-fai
- 1995 : Ne pleure pas Nanjing (Nánjīng yi jiu san qi) de Wu Ziniu
- 1998 : Un tueur pour cible (The Replacement Killers) d'Antoine Fuqua
- 1998 : Big Hit (The Big Hit) de Kirk Wong
- 2002 : Red Skies (téléfilm) de Larry Carroll et Robert Lieberman
- 2003 : Le Gardien du manuscrit sacré (Bulletproof Monk) de Paul Hunter
- 2011 : Warriors of the Rainbow: Seediq Bale de Wei Te-Sheng

### Autres travaux
- 2007 : Stranglehold (jeu vidéo)
- 2014 : Bloodstroke (jeu vidéo)

## Récompenses
- Prix du meilleur film lors des Hong Kong Film Awards 1987 pour Le Syndicat du crime
- Prix du meilleur réalisateur lors des Hong Kong Film Awards 1990 pour The Killer
- Prix du meilleur montage lors des Hong Kong Film Awards 1991 pour Une balle dans la tête
- Saturn Award de la meilleure réalisation 1998 pour Volte-face
- Prix du meilleur montage lors des Hong Kong Film Awards 1993 pour À toute épreuve